# Teller County
Teller County je okres ve státě Colorado ve Spojených státech amerických. K roku 2000 zde žilo 20 555 obyvatel. Správním městem okresu je Cripple Creek. Celková rozloha okresu činí 1 448 km².